# Emílio Rui Vilar
Emílio Rui da Veiga Peixoto Vilar GCC • GCIH • ComMAI • GCSE (Porto, 17 de Maio de 1939) é um jurista, gestor e administrador de empresas português.

## Biografia
Jurista de formação, licenciou-se pela Faculdade de Direito da Universidade de Coimbra, em 1961, onde foi ator do CITAC - Círculo de Inicação Teatral da Academia de Coimbra.
Após a licenciatura, tentou o ingresso na magistratura do Ministério Público, mas foi afastado do concurso por interferência da PIDE. Foi, em seguida, chamado para o serviço militar, sendo mobilizado para Angola, durante a Guerra do Ultramar. No seu serviço na guerra, não esteve, no entanto, em situação de combate. Em 1966, de novo em Portugal, iniciou a sua carreira no Banco Português do Atlântico, onde chega a diretor em 1969.
Rui Vilar estreou-se na política durante o período revolucionário, logo após o golpe de 25 de abril de 1974. Começou no I Governo Provisório (Adelino da Palma Carlos), na qualidade de Secretário de Estado do Comércio Externo e Turismo, tornando-se, sucessivamente, Ministro da Economia dos II e III Governos Provisórios (Vasco Gonçalves). Neste período é um dos responsáveis pelo Programa de Política Económica e Social (PPES), também chamado "Plano Melo Antunes". Depois seria designado vice-governador do Banco de Portugal, em 1975. Entretanto, no ano seguinte, é eleito Deputado à Assembleia da República, pelo Partido Socialista, deixando o cargo para integrar o I Governo Constitucional, chefiado por Mário Soares, como Ministro dos Transportes e Comunicações. Quando o governo acaba, em 1978, regressa à função de vice-governador do BdP, até que em 1985 é nomeado presidente do Conselho de Gestão do Banco Espírito Santo e Comercial de Lisboa. Fica apenas um ano nessa função, aceitando a designação o convite para diretor-geral da Comissão das Comunidades Europeias, por nomeação do governo de Aníbal Cavaco Silva.
Foi presidente do Conselho Coordenador da SEDES - Associação para o Desenvolvimento Económico e Social, entre 1980 e 1983.
Retoma a sua carreira no setor bancário em 1989, ano em que é nomeado presidente do Conselho de Administração da Caixa Geral de Depósitos. Permanece no cargo até 1995 e acumula-o com a presidência do Grupo Europeu dos Bancos de Poupança, de 1991 a 1994. Mais tarde, entre 2001 e 2002, vai presidir ao Conselho de Administração da Galp.
Emílio Rui Vilar teve, paralelamente, diversas responsabilidades na área da gestão cultural, quer no setor público, quer no setor privado. Presidiu à Comissão de Fiscalização do Teatro Nacional de São Carlos, de 1980 a 1986, foi comissário-geral de Portugal na Europália '91, na Bélgica, de 1989 a 1992, vice-presidente do Conselho de Administração da Fundação de Serralves, entre 1989 e 1990 e administrador da sociedade Porto 2001, em 1999. Fundou a Culturgest - Fundação Caixa Geral de Depósitos.
Foi presidente do Conselho Geral da Universidade de Coimbra.
Entre 2002 e 2012 cumpriu dez anos como presidente do Conselho de Administração da Fundação Calouste Gulbenkian e, simultaneamente, da Partex Oil and Gas (Holdings) Corporation, empresa petrolífera que se mantém como a principal mecenas da Fundação. Neste período sobrevive a um cancro. Foi substituído em ambos os cargos pelo banqueiro Artur Santos Silva, em 2 de maio de 2012.
No mesmo ano de 2012 foi anunciado como presidente do Conselho de Administração e, simultaneamente, CEO da REN. Em finais de 2016 regressa ao cargo de presidente do Conselho de Administração da Caixa Geral de Depósitos, sendo CEO Paulo Macedo, tendo cessado funções em dezembro de 2021. Em abril de 2022, foi atribuída ao auditório da Culturgest a designação Auditório Emílio Rui Vilar, em sua homenagem.
Atualmente, assume também as funções de presidente do Conselho de Fundadores da Fundação de Serralves, membro do Conselho Superior da Universidade Católica Portuguesa, consultor sénior da Fundação Calouste Gulbenkian e presidente da Comissão de Ética do Banco de Portugal.
Em 2024, uma série de entrevistas de Rui Vilar concedidas aos co-autores António Araújo, Pedro Magalhães e Maria Inácia Rezola são editadas no livro Emílio Rui Vilar - Memórias de Dois Regimes, da editora Temas e Debates.

## Funções governamentais exercidas
- Ministro da Economia dos II e III Governos Provisórios (1974-1975)
- Secretário de Estado do Comércio Externo e Turismo do I Governo Provisório (1974)
- Ministro dos Transportes e Comunicações do I Governo Constitucional (1976-1978)

## Condecorações[9]
- 24 de Agosto de 1985 - Comendador da Ordem Civil do Mérito Agrícola e Industrial - Classe Industrial
- 25 de Março de 1992 - Grã-Cruz da Ordem do Infante D. Henrique
- 26 de Fevereiro de 1996 - Grã-Cruz da Ordem Militar de Cristo
- 5 de dezembro de 2022 - Grã-Cruz da Ordem Militar de Sant'Iago da Espada

## Vida pessoal
Desde 2002 é casado com a professora, escritora e ex-ministra da Educação Isabel Alçada.